# Stefano Gabbana
Stefano Gabbana (* 14. listopadu 1962 Milán, Itálie) je italský módní návrhář, společně s Domenicem Dolcem také spoluzakladatel luxusní módní značky Dolce & Gabbana. Je jedním z nejvlivnějších módních návrhářů na světě.

## Biografie
Gabbana se narodil v Miláně. Jeho otec pracoval v tiskárně a matka v prádelně. Jeho rodina pochází z Benátek - otec se narodil v Ceggii a matka v Cessaltu. Maturoval na Institutu průmyslového umění a designu v Římě.

### Kariéra

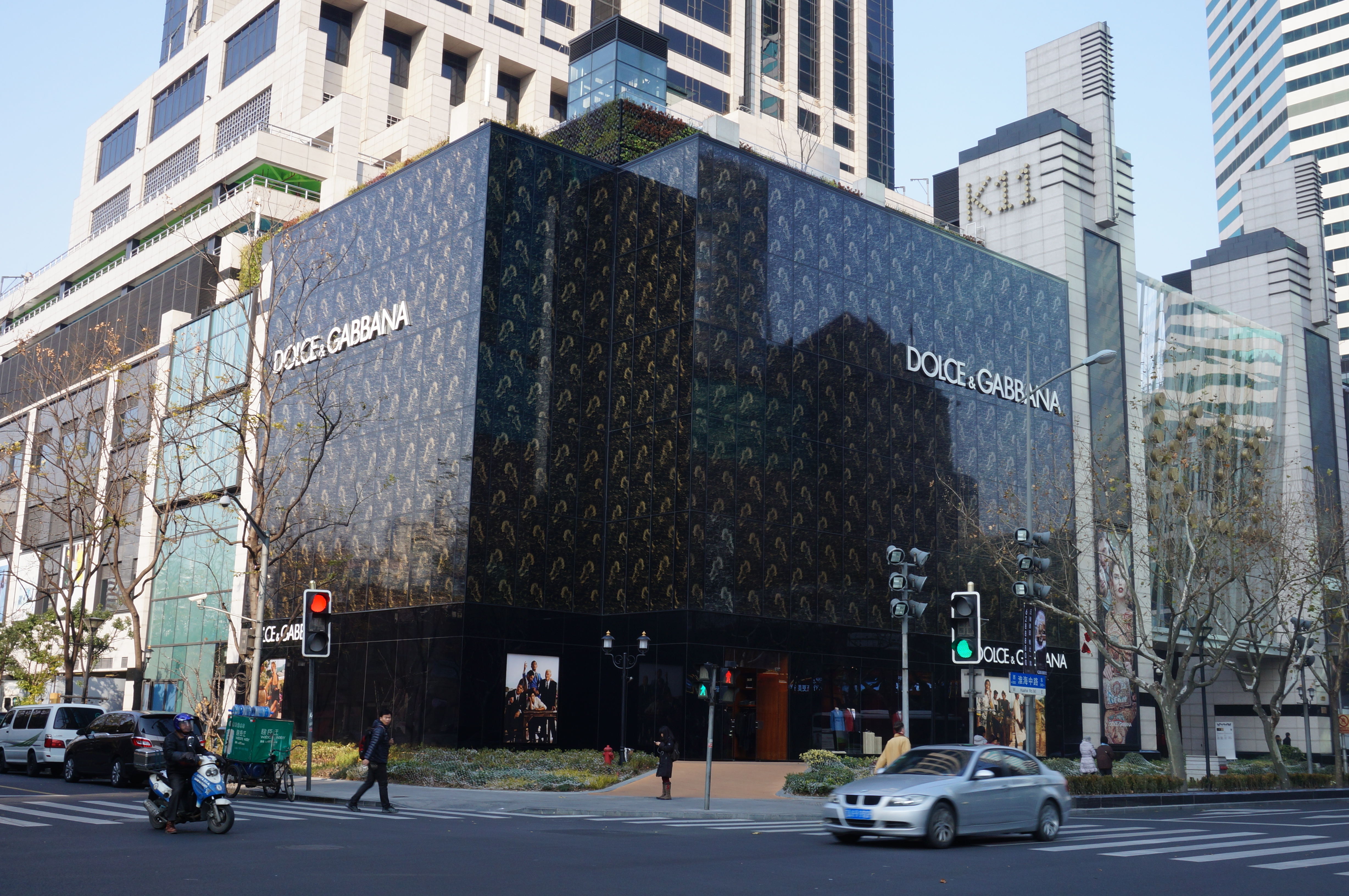
Obchod Dolce & Gabbana v Šanghaji

V roce 1980 potkal skrze svého zaměstnavatele designéra Giorgia Correggiariho Domenica Dolce ze Sicílie. Correggiari, který zemřel v roce 2012, měl na oba dva velký vliv. V roce 2013 Gabbana řekl: "Nebyl příliš slavný. Ale pro nás byl důležitý. Naučil nás hlavně, co nemáme dělat."
V roce 1983 opustili Gabbana a Dolce Correggiariho a začali pracovat samostatně. O dva roky později založili značku Dolce & Gabbana (D&G).
V říjnu roku 1985 debutovala značka D&G na módní přehlídce v Miláně, hledající nové talenty. V dubnu 1986 vydali svoji první kolekci a uspořádali vlastní show s názvem "Real Woman". V roce 1987 byl otevřen první obchod D&G v Miláně. O rok později uzavřeli partnerství s Dolceho otcem Saveriem, který vlastnil výrobní společnost v Legnanu, poblíž Milána.
Značka D&G pokračovala ve svém rozmachu. V dubnu 1989 uspořádali vlastní show v Tokiu, o rok později v New Yorku. Vydali několik módních kolekcí, včetně první kolekce spodního prádla a plážového oblečení v červenci 1989. První pánskou kolekci ukázali v lednu 1990. Na konci téhož roku otevřeli předváděcí místnost na Manhattanu. V říjnu 1992 vydali svoji první vůni.
V roce 1993 se stali světově proslulými, když si jejich modely zvolila Madonna pro svoje světové turné "Girlie Show."  Také navrhovali například pro Monicu Bellucciovou, Kylie Minogue, Angelinu Jolie a Isabellu Rossellini.
Později zahrnovaly jejich módní kolekce i doplňky jako kravaty, opasky, kabelky, sluneční brýle, hodinky a obuv. Do roku 2003 prodala firma v Itálii víc výrobků než Armani, Gucci, Prada i Gianni Versace. V roce 2009, skoro 25 let po založení značky, měla společnost 113 obchodů a 21 továren, v nichž pracovalo asi 3 500 lidí. Roční obrat se vyšplhal až nad částku 1 miliarda eur.

### Osobní život
Gabbana a Dolce vystupovali mnoho let otevřeně jako pár. Díky svému úspěchu žili v Miláně ve vile z 19. století a vlastnili reality na Francouzské riviéře. Svůj dlouhodobý vztah ukončili v roce 2005, ale stále spolu pracují na své značce.
V dubnu 2015 byl podle časopisu Forbes Gabbana 27. nejbohatší osobou v Itálii s majetkem okolo 1,56 miliardy amerických dolarů.

### Právní problémy
V roce 2013 byl Gabbana, stejně jako Dolce, obviněn z daňových úniků a podmínečně odsouzen k 20 měsícům odnětí svobody. Italský soud je shledal vinnými v zatajení milionových zisků ze své dceřiné společnosti Gado, založené v Lucembursku. Obvinění popírali a odvolali se. V říjnu 2014 je soud zbavil viny.

### Postoj k umělému oplodnění
V březnu 2015 vyzval zpěvák Elton John k bojkotu značky Dolce & Gabbana poté, co se Dolce v jednom rozhovoru vyslovil, že děti narozené ve zkumavce jsou „chemickými a syntetickými“. To zažehlo slovní přestřelku, Gabbana označil Johna za „fašistu“ a vyzval k boji proti bojkotu. Přesto později vyjasnil, že jeho postoj je jiný, než postoj Dolceho. Když byl na CNN dotázán, jestli podporuje oplodnění ve zkumavce, odpověděl: „Ano, nemůžu proti tomu nic říct, protože krása tohoto světa spočívá ve svobodě. Milujeme homosexuální páry. Jsme homosexuálové. Podporujeme adopci homosexuály. Tohle si myslím já.“

## Ocenění
Gabbana a Dolce obdrželi množství ocenění za svoji módu i kulturní přínos. Jejich první módní cenou byla Mezinárodní cena Woolmark z roku 1991. V roce 1993 byl jejich parfém označen jako nejlepší vůně roku.
V roce 2009 jim město Miláno udělilo Ambrogiho zlatou medaili. V roce 2014 pak oznámili záměr ji vrátit, když je město obvinilo z daňových úniků. V roce 2014 je Newyorská charita, zaměřená na podporu mladých italských a amerických umělců, ocenila Gabbanu, Dolceho a Luhrmanna na svém třetím galavečeru v Museum of the Moving Image. "Žijeme filmy – naše inspirace je ve filmech a také naše kolekce děláme jako filmy," řekl během události Gabbana.

## Film a televize
Gabbana se objevil v dokumentu Scatter My Ashes at Bergdorf´s o filmovém průmyslu z roku 2013. Také se krátce objevil ve filmu Woodyho Allena Do Říma s láskou z roku 2012. Gabbana také moderoval MTV Europe Music Awards v roce 2002. Ještě předtím, v roce 1995 si zahrál Giuseppeho Tornatore ve filmu The Star Maker.